# Penny's Farm
Penny's Farm je společné studiové album amerických hudebníků Jima Kweskina a Geoffa Muldaura. Vydáno bylo dne 23. září 2016 společností Kingswood Records. Oba hlavní hudebníci spolu hráli již v šedesátých letech – Muldaur byl členem jugbandu Jima Kweskina. Na desce se podílela řada dalších hudebníků, mezi něž patří například Van Dyke Parks a Juli Crockett. Deska obsahuje interpretace starých amerických tradičních písní.

## Seznam skladeb
| Pořadí | Název                                | Autor                           | Délka |
| ------ | ------------------------------------ | ------------------------------- | ----- |
| 1.     | Diamond Joe                          | tradicionál                     | 3:29  |
| 2.     | The Boll Weevil                      | Vera Hall                       | 3:40  |
| 3.     | Down on Penny's Farm                 | tradicionál                     | 3:19  |
| 4.     | Sweet to Mama                        | tradicionál                     | 3:15  |
| 5.     | My Mary                              | Jimmie H. Davis, Stuart Hamblen | 3:28  |
| 6.     | Fishing Blues                        | Henry Thomas                    | 3:04  |
| 7.     | Louis Collins (Angels Laid Him Away) | John S. Hurt                    | 3:20  |
| 8.     | Just a Little While to Stay Here     | Eugene M. Barlett               | 3:20  |
| 9.     | Gwabi Gwabi                          | tradicionál                     | 3:05  |
| 10.    | C-h-i-c-k-e-n                        | John S. Hurt                    | 2:19  |
| 11.    | The Cuckoo                           | tradicionál                     | 4:21  |
| 12.    | Downtown Blues                       | Frank Stokes                    | 2:53  |
| 13.    | 99 Year Blues                        | Julius Daniels                  | 3:30  |
| 14.    | Tennessee Blues                      | Bobby Charles                   | 4:32  |
| 15.    | Frankie                              | John S. Hurt                    | 3:51  |